# Mariló López Garrido
Mariló López Garrido (Madrid, 5 de abril de 1963) es una filántropa española. Además, es periodista, terapeuta espiritual, compositora, empresaria, escritora y fotógrafa española. Algunos la definen como una ART-ivista, por la duplicidad de sus enfoques, manteniéndose fiel al activismo orientado hacia los derechos humanos y hacerlo a través del arte. Fundadora y presidenta del Periódico Ético Global de Crecimiento Personal.
Es cronista, en el mundo hispanohablante y a través de la radio, de la divulgación de temas relacionados con la autoayuda, el crecimiento personal, la espiritualidad, salud natural y emocional, medicina alternativa así como temas de interés social como ecología, derechos humanos, pobreza, y denuncia de las situaciones que corren los más desfavorecidos. Recientemente ha recibido dos "Banderas de la Paz" por su labor humanitaria y de concientización en los medios de comunicación, bajo el auspicio de la ONU como "Embajadora de Paz". Presidenta y Fundadora de la ONG "niños que ayudan a niños".
Directora y presentadora del programa radiofónico "La Voz de la Noche", que se emite para América y Europa, desde Buenos Aires (Argentina). Directora de la editorial Arte y Locura, dedicada a publicaciones relacionadas con el crecimiento personal, meditaciones, relajación y música. Destaca el editorial-audio-vídeo diario, "Buenos días, CORAZÓN", una reflexión swift, que nos acerca a la actualidad mundial y emocional, con una visión holística para realizar un "trabajo personal diario", disponible en el Periódico de Crecimiento Personal y en su perfil público de Facebook.
Imparte conferencias y cursos propios de crecimiento personal que imparte en América, España e Inglaterra.

## Biografía
Desde 1996 y hasta la actualidad 2014, publica "La Agenda del Crecimiento Personal" y CD de Meditación, derechos humanos y conciencia. Hasta 2014 tiene 17 títulos en el mercado y 32 CD con su voz.
Desde 1988 y hasta 1997, colabora activamente con la terapeuta brasileña Marly Kuenerz, impartiendo el Curso "El Juego de la Atención" que han recibido más de 2000 personas en toda España.
Entre 1997 y 1999 dirige y presenta el programa radiofónico "La Voz de la Noche" en España, líder de audiencia en su franja horaria. En 1998 crea sus propios cursos de Crecimiento Personal, que en la actualidad imparte en América, España e Inglaterra.
Entre 2000 y 2001 dirige el suplemento de fin de semana, de la revista MUJER ESTRELLA, en la que colaboran más de 25 profesionales de los distintos campos del crecimiento personal.
En el 2002 se traslada a vivir a Paraguay desde donde viaja por América del Sur, donde se dedica por entero a la rehabilitación de niñas víctimas de trata y la ayuda a niños de la calle. Consigue crear su propio proyecto de ayuda a orfanatos y niños maltratados, que continúa hasta el día de hoy, habiendo creado la ONG "Niños que ayudan a niños" -de la que es co-fundadora y presidenta- y "Mujeres construyendo un mundo igualitario" -de la fue su presidenta-.
Desde 2006 dirige y presenta el programa radiofónico "La Voz de la Noche", de la mano del Grupo PRISA en Cadena Continental, Argentina, y a través de Internet, siendo nuevamente líder de audiencia en su franja horaria. Con colaboraciones regulares con conocidas figuras en las áreas de conocimiento del programa, como las de la escritora y científica Anna Sharp, el Dr. Ricardo Ruffini, el Dr. Rafael Méndez Cobos, Dr. Carlos Malvezzi Taboada, Dr. Jorge Carvajal, Bernardo Stamateas o Inés Olivero.
Desde 2011 compagina su trabajo en La Voz de la Noche con el Periódico de Crecimiento Personal, periódico de internet dedicado a la divulgación de noticias relacionadas con el crecimiento personal y la auto-ayuda, el cuidado de los derechos humanos, el planeta y los animales. En el mismo tiempo, funda la ONG Niños que Ayudan a Niños, dedicada a la ayuda a los niños más desfavorecidos a través de la ayuda generada por los niños del primer mundo.
Desde 2012 imparte conferencias relacionadas con el crecimiento personal y conocimiento propio, en América y Europa.
En 2013 emprende su andadura empresarial, con la firma MLG: MLG (Salud y ética), MLG (Ideas para sentir) y MLG (Vídeo y TV).
En 2014, publica el "Dietario de Mariló" con pensamientos de otros autores. Inicia el envío diario de "Un Pensamiento para un buen día" que comienza con cien personas y tiene cerca de 125.000 en la actualidad.

## Activismo y Derechos Humanos
Desde 2010 hasta 2013 preside la ONG Mujeres Construyendo un Mundo Igualitario, organización sin fin de lucro que desde su identidad como asociación civil trabaja en la promoción del desarrollo humano, la equidad de género y la defensa de los DDHH.
En 2011 funda la ONG Niños que Ayudan a Niños, con la intención de dar conciencia a los niños del primer mundo para que entiendan las dificultades y la falta de recursos con la que viven los niños más desfavorecidos del mundo. Y al mismo tiempo actuar para ayudar a cubrir las necesidades que existen en las zonas más desfavorecidas.

## Publicaciones

### Libros
- Cuando estoy en mi, Ed. Arte y Locura. Un compendio de frases inspiradoras que invitan a la búsqueda interior del que se han vendido más de 20.000 ejemplares.[12]

- Agenda del Crecimiento Personal publicada desde 1996 hasta 2014, Ed. Arte y Locura. Una agenda editada anualmente con textos relacionados con la autoayuda y crecimiento personal.

CD de meditación, relajación, autoayuda, derechos humanos, conocimiento propio y música:
- 12 Mantras para todo un año, Ed. Arte y Locura (2015)
- Todo lo que necesitas saber para curarte (o no enfermarte), Ed. Arte y Locura (2014)
- Curso: Cómo liberarse de las reacciones automáticas, Ed. Arte y Locura (2013)
- Creer es Crear, Ed. Arte y Locura (2012)
- 13, Ed. Arte y Locura (2011)
- Los Portadores de Sueños, Ed. Arte y Locura (2010)
- No estás deprimido, estás distraído, Ed. Arte y Locura (2009)
- Puente de besos, Ed. Arte y Locura (2008)
- Introducción al Crecimiento Personal, Ed. Arte y Locura (2007)
- Lecciones de autoestima, Ed. Arte y Locura (2006)
- A los Pies del Maestro, Ed. Arte y Locura (2005)
- Semilla y Amaneceres, Ed. Arte y Locura (2004)
- Homenaje Anthony de Mello, Ed. Arte y Locura (2003)
- Meditación de los Siete Chackras, Ed. Arte y Locura (2002)
- La mirada Interior, Ed. Arte y Locura (2001)
- Meditación del cuerpo humano: Físico y Emocional, Ed. Arte y Locura (2000)
- Doce meditaciones para todo el año, Ed. Arte y Locura (1999)

## Música, Poesía y Fotografía
Ha hecho acompañamientos al grupo gallego "Cómplices" y ha cantado en Argentina con la popular cantautora Mónica Posse. Compositora, ha publicado varios temas musicales entre los que se encuentran, "Nana de la Luna Nena" perteneciente al CD Puente de besos y "Samba de las putas 8 horas" que pertenece al CD de poesía Los Portadores de Sueños.
En 2013 realiza en Mar del Plata, un Concierto homenaje a María Elena Walsh, titulado "La espiritualidad de Maria Elena", interpretando temas de la poeta Argentina, con nuevos arreglos y acompañada por los músicos Sebastián Nimo y Esteban Jiménez.
Poetisa, ha publicado varios poemas, entre los que se encuentran "Nana de la Luna Nena" perteneciente al CD Puente de besos y "Sentencia: 8 horas al mes" que pertenece al CD de poesía Los Portadores de Sueños.
Creadora de los manuscritos "Cartas de una Madre" relatos autobiográficos, donde se mezclan con basta belleza poética, descripciones sublimes de la naturaleza interior (el alma) y exterior, la cruda realidad del mundo.
Creadora de "los Cuentos de Sandopa". Sandopa es un país-mundo mágico, que tiene como protagonista a "niña de noche". Un país con sus propias palabras, contenidas en "El diccionario de Sandopa". Cuentos para "dormir a los niños, y despertar a los mayores".
Creadora de "la Ruta del Principito". Una Bitácora en primera persona en la que recorre todos los lugares dónde su autor, Antoine de Saint-Exupéry, se inspiraría para escribir su magna obra. La autora creó con esta bitácora "una ruta Mística" hasta entonces desconocida en Argentina, Paraguay y Uruguay.
Ha elaborado las siguientes colecciones fotográficas:
- "La mirada humana" inspirada en las miradas del tercer mundo a lo largo de sus viajes por América del Sur.
- "Manos" refleja la biografía de las personas a través de sus manos.
- "Hija" inspirada en su propia hija.
- "Un camino interior" inspirada en caminos encontrados durante sus viajes.
- "Contamíname" inspirada en los basurales y en las probrezas.
- "Caminos" inspirada en sus viajes por Patagonia, Buenos Aires, Córdoba (Argentina), el Chaco paraguayo, el sur de Chile, Iguazú, Bolivia, Bruselas, Inglaterra, La Haya, Madrid.
- "Londres me mata" basada en una reciente estancia en Londres.
- "Arde París" basada en las diferencias religiosas del País.

## Personal
Madre de una niña, es la décima de 13 hermanos. Es autodidacta en toda su obra. Gran aficionada al deporte y todo tipo de actividades manuales. Vive a caballo entre Argentina, EUA y Europa con sus queridos perros Pongo y Tuti.